# Шереганово
Шереганово (мар. Эҥерсола) — деревня в Моркинском районе Республики Марий Эл. Входит в состав Октябрьского сельского поселения.

## География
Находится в юго-восточной части республики Марий Эл на расстоянии приблизительно 18 км по прямой на запад-юго-запад от районного центра посёлка Морки.

## История
По преданиям, деревня образована в XVII веке. В 1795 году здесь (тогда починок Серегановский или Шереганово) находилось 9 дворов, проживал 91 человек. В 1886 году в околотке числилось 37 дворов и 219 жителей. В 1905 году в деревне Шереганово (Энер-Сола) находилось 48 дворов, проживали 298 жителей, в 1915 году находилось 64 двора, в 1924 году проживал 341 человек, большинство мари. В 1959 году в деревне проживали 284 человека. В 2004 году числилось 107 домов, в том числе 24 каменных. В советское время работали колхозы «Планур», «Сталинград», «За мир» и «Рассвет».

## Население
Население составляло 371 человек (мари 98 %) в 2002 году, 372 в 2010.